# Русское музыкальное общество
Ру́сское музыка́льное о́бщество (РМО; с 1868 года Императорское Русское музыкальное общество, ИРМО) — российское музыкально-просветительское общество, действовавшее со второй половины XIX века и до 1917 года, стремившееся содействовать распространению музыкального образования, приобщению широкой публики к серьёзной музыке, «поощрению отечественных талантов».
Общество учреждало начальные музыкальные школы, музыкальные классы и высшие музыкальные училища (консерватории), а также организовывало библиотеки, проводило концерты, вело издательскую деятельность, учреждало стипендии. Согласно Уставу Русского музыкального общества от 1860 года.
Общество находилось под покровительством императорской фамилии (августейшими покровителями были Великая княгиня Елена Павловна (1860—1873), великий князь Константин Николаевич (1873—1881), великий князь Константин Константинович (с 1881) и другие). Сначала оно было названо «Русским музыкальным обществом» (РМО) и первые 10 лет (1859—1868) функционировало под этим наименованием.
С 1873 года Русское музыкальное общество получило статус Императорского. И стало называться «Императорское Русское Музыкальное Общество», согласно Уставу, утверждённому 4 июля 1873 года.

## История
В Петербурге, в доме графов Виельгорских, в 1840 году сформировалось «Симфоническое музыкальное общество», которое из-за недостатка средств закрылось в начале 1851 года. Его заменило, созданное в 1850 году в доме князя А. Ф. Львова (автора гимна «Боже, царя храни»), «Концертное общество», которое ежегодно во время Великого поста устраивало по три концерта в зале Придворной певческой капеллы. Хором руководил А. Ф. Львов, а оркестром — Л. Маурер. В это же время, для небогатой части публики, стали устраиваться регулярные Университетские концерты (около десяти концертов за сезон) под названием «Музыкальных упражнений студентов С-Петербургского университета». Кроме этого, симфонические концерты стали устраиваться Дирекцией Императорских театров, под управлением К. Б. Шуберта и К. Н. Лядова.
Идея создания музыкального общества всероссийского масштаба возникла в салоне Великой княгини Елены Павловны. В результате в период общественного подъёма конца 1850-х — начала 1860-х годов по инициативе Великой княгини Елены Павловны, Антона Григорьевича Рубинштейна, Юлии Фёдоровны Абазы и других музыкально-общественных деятелей в России появилось общество, которое сыграло заметную роль в поднятии всей российской музыкальной культуры и образования.
Общество открылось в Санкт-Петербурге в 1859 году; 1 (13) мая 1859 года императором был утверждён его Устав. С. С. Прокофьев в своём «Дневнике» свидетельствовал, что пятидесятилетие РМО отмечалось в 1909 году в течение 18—20 декабря.
В Главе 1 устава были указаны следующие цели общества и предоставляемые возможности для реализации оной:

• «Развитие музыкального образования и вкуса к музыке в России, и поощрение отечественных талантов».

• «Учреждать в городах России начальные музыкальные школы, музыкальные классы и высшие музыкальные училища (консерватории)».

• «Организовывать библиотеки».

• «Давать концерты».

• «Выпускать печатные издания».

• «Проводить конкурсы».

• «Учреждать стипендии».
Существовало несколько категорий членства:

• Члены основатели, вносили не менее 5 рублей ежегодно или 10 рублей единовременно.

• Действительные члены, вносили не менее 5 рублей ежегодно или 10 рублей единовременно.

• Члены посетители.

• Члены исполнители.

• Члены соревнователи, вносили не менее 100 рублей ежегодно или не менее 1000 рублей единовременно.

• Члены корреспонденты.

• Почётные члены, среди именитых артистов или же всеобще известных лиц, содействующих успехам музыкального искусства России.
Петербургский комитет директоров уполномочил пятерых членов общества (П. С. Киселёв, В. М. Лосев, князь Ю. А. Оболенский, В. И. Якунчиков, Н. Г. Рубинштейн; кандидатом в Совет уполномоченных был князь Николай Петрович Трубецкой), проживавших постоянно в Москве, открыть в ней в 1860 году московское отделение; во главе его встал Н. Г. Рубинштейн.

### Петербургское отделение РМО
Формально общество создавалось в виде возобновления деятельности «Симфонического общества». Для этого 27 января 1859 года одним из последних директоров этого общества графом М. Ю. Виельгорским были собраны двенадцать прежних его членов и выбраны пять директоров, которым было поручено пересмотреть и изменить устав. Избранные таким образом лица, составили первый Комитет Директоров будущего «Русского музыкального общества», явились фактическими учредителями его; это были: М. Ю. Виельгорский, Д. В. Каншин, В. А. Кологривов, А. Г. Рубинштейн и Д. В. Стасов. Первое симфоническое собрание РМО состоялось под управлением А. Г. Рубинштейна 23 ноября 1859 года в зале Благородного собрания. Камерные вечера начали проводиться с января 1860 года в зале Д. Бернардаки (доме, известном «Дом Ф. К. Петрово-Соловово» — Невский проспект, 86).
До 1867 года симфоническими концертами руководил А. Г. Рубинштейн, затем — М. А. Балакирев (1867—1869), Э. Ф. Направник (1870—1882) и другие. Общество активно работало ещё в 1914 году, газеты сообщали что июле 1914 года в СПб. «Индийский Раджа Тагаром принёс в дар ИРМО ценную коллекцию старинных индийских музыкальных инструментов».

### Московское отделение РМО
Первое симфоническое собрание московского отделения, которое стало началом публичной деятельности, состоялось 22 ноября 1860 года в Малом зале Благородного собрания. Уже в первый год в московском отделении РМО состояло 350 членов, а через шесть лет их было 1300 человек.
В 1869 году вся императорская фамилия взяла на себя покровительство над Обществом, выделив на его содержание ежегодную правительственную субсидию в 15 тысяч рублей. С того времени общество стало называться «Императорское русское музыкальное общество». Во всех городах отделения ИРМО открывались по инициативе местных музыкантов и любителей музыки, причем на базе многолетнего существования собственных музыкальных кружков.
В 1873 году был принят новый Устав ИРМО.

### Воронежское отделение РМО
Воронежское отделение Русского музыкального общества было создано на основе существовавшего в Воронеже кружка любителей музыки в 1867 году. Официальное открытие Воронежского отделения РМО состоялось в декабре 1868 года. Директорами отделений его стали меценат А. С. Мазаракий (Мазараки) и композитор-любитель Р. А. Гельм. Содействовал открытию отделению воронежский губернатор В. А. Трубецкой.
8 декабря 1869 года при Воронежском отделении РМО была открыта музыкальная школа.
Воронежское отделение РМО насчитывало 12 действительных членов, 149 посетителей и 50 исполнителей. С отъездом А. С. Мазараки и В. А. Трубецкого отделение прекратило своё существование.
Возрождение отделения началось с созданием учеником Н. Рубенштейна М. Гамбургом музыкальных классов в 1881 году. С отъездом М. Гамбурга в 1888 году отделение вскоре прекратило свою деятельность и вскоре было закрыто.
В 1895 году отделение было воссоздано С. М. Сомовым, который и стал председателем отделения РМО. В 1896 году в качестве дирижёра симфоническим оркестром был приглашён в Воронеж композитор, виолончелист С. В. Заремба. Активно участвовал в деятельности Воронежского отделения РМО Витольд Ганибалович Ростропович.

Воронежское отделение с 1 сентября 1913 г. по 1 сентября 1914 г. состояло из 33 членов, устроило 7 очередных музыкальных собраний, 3 камерных, 3 лекции с музыкальными иллюстрациями, 1 камерное утро и 1 музыкальное утро в день открытия здания Музыкального училища.

### РМО в других городах России
Отделения РМО были открыты также в других городах Российской империи — в Киеве (1863), Казани (1864), Харькове (1871), Нижнем Новгороде, Саратове, Пскове (1873), Омске (1876)., Тобольске (1878), Томске (1879), Тамбове (1882), Тифлисе (1883), Одессе (1884), Астрахани (1891), Полтаве (1899), Самаре (1900) и других.

## Всероссийское хоровое общество
Через 40 лет после расформирования Русского музыкального общества в период Октябрьской революции, функции РМО возродились в деятельности Всероссийского хорового общества, которое было образовано 10 июня 1957 года решением Совета Министра РСФСР по ходатайству Министерства культуры СССР и Союза композиторов РСФСР. В 1959 году состоялся первый съезд новой организации в Большом зале Московской консерватории, на котором в задачи общества вошли развитие художественного воспитания и образования в стране, а также повышение профессионализма хоровых коллективов. А. Свешников привел следующую формулировку основных целей нового общества:

Содействие широкому развитию хоровой художественной самодеятельности, эстетическому образованию и внешкольному воспитанию детей и юношества, росту мастерства профессиональных хоровых коллективов.

Членами ВХО стали как профессиональные, так и любительские хоровые коллективы, деятели хорового искусства, любители хорового пения. Возглавили ВХО видные представители хорового искусства: А. Свешников, А. Юрлов, А. Новиков, В. Соколов и Н. Кутузов.
В 1986 было создано Всесоюзное музыкальное общество, которое в 1989 году избрало одного народного депутата СССР.

## Всероссийское музыкальное общество
В 1987 году Всероссийское хоровое общество было преобразовано во Всероссийское музыкальное общество. Согласно Уставу нового творческого союза, принятому на Первом съезде организации 21 марта 1991 года:

ВМО является правопреемником ВХО и наследником духовных традиций Русского Музыкального Общества, основанного в 1859 году.

Будучи общественной организацией, ВМО объединило на добровольных началах представителей как музыкальной, так и хореографической культуры. В его состав вошли как профессиональные музыканты и педагоги, так и любители музыки, пения и хореографии.
В определении целей ВМО были в том числе приведены следующие пункты:
- укрепление связей и объединение усилий профессиональных деятелей музыкального и хореографического искусства;
- духовное, нравственное и эстетическое воспитание населения, в особенности детей и подростков, путем приобщения их к ценностям музыкальной культуры;
- возрождение, творческое развитие и широкое распространение отечественных бытовых музыкальных и танцевальных традиций.[10]

С 1991 года ВМО принимает в свои ряды привилегированных представителей музыкального искусства с присуждением званий «Заслуженный деятель Всероссийского музыкального общества» за выдающиеся достижения в области музыкального просветительства, пропаганду музыкальной культуры, и победы на международных, либо всероссийских музыкальных конкурсах. Кандидаты на присуждение звания номинируются членами ВМО, видными деятелями культуры и искусства через региональные представительства общества и утверждаются президиумом Всероссийского музыкального общества в Москве, который ограничивает присуждение званий Заслуженный деятель ВМО 20 номинантам в год.
На заседании III съезда ВМО председателем правления общества был избран народный артист России, профессор, член Совета при президенте РФ по культуре и искусству Н. Н. Калинин. А в 2005 году его сменил на этом посту композитор А. И. Жидков.
В 2005 году основой деятельности ВМО становится Единая просветительская программа Русского музыкального общества, которая состоит из шести основных разделов: фестивали и конкурсы; музыкальная летопись России; детское творчество; издательская деятельность; мастер-классы и семинары; капитальное строительство.
В современный состав общества входят 27 региональных отделений ВМО и 11 производственных комбинатов. В значительной мере ВМО осуществляет свою деятельность через работу 11 творческих комиссий, которые были созданы под эгидой Правления Общества и занимаются пропагандой и развитием академического оперного и хорового пения, инструментальной музыки, хореографии, музыкально-эстетическим воспитанием молодого поколения, музыкальной социологией и краеведением.
В 2010 году в ходе Пятого съезда ВМО обществу было возвращено исконное название Русского музыкального общества (творческий союз) и была принята новая редакция Устава организации. В этом же году в театральном центре на Дубровке состоялись концерты в честь 150-летнего юбилея со дня создания Русского музыкального общества.

## Эмблемы и символика
- В качестве эмблемы использовался императорский герб и лента с надписью «Высочайше Утвержденное Русское Музыкальное Общество» (диплом 1860 года)
- Первое появление эмблемы после получения статуса Императорского общества (1873 год)
- Переработанные исторические эмблемы РМО приобрели вид логотипа соответствующего современным реалиям и условиям пользования (2021 год)